# Lufu (vattendrag i Kongo-Kinshasa)
Lufu, Luvu eller Luvo är ett vattendrag i nordvästra Angola och västra Kongo-Kinshasa, ett biflöde till Kongofloden. Den portugisiska namnformen Luvo används i Angola, den franska namnformen Luvu i Kongo-Kinshasa om det övre loppet, och den likaledes franska namnformen Lufu om det nedersta loppet. En del av floden ingår i gränsen mellan länderna.